# Discografia lui Grigoraș Dinicu
Discografia violonistului Grigoraș Dinicu cuprinde numeroase apariții (discuri de ebonită, viniluri, CD-uri) ce prezintă înregistrări realizate în perioada 1926-1939 în România și în străinătate.
Discurile au fost înregistrate la casele de discuri Columbia, His Master's Voice, Odeon și Pathé.

## Discuri acustice (1926-1927)

### His Master's Voice
| An   | Număr de catalog | Format                | Piese                                   | Acompaniament                     |
| ---- | ---------------- | --------------------- | --------------------------------------- | --------------------------------- |
| 1926 | AM 534           | ebonită, single 25 cm | Tango țigan Hora nebună                 | orchestra sa de la Athénée Palace |
| 1926 | AM 535           | ebonită, single 25 cm | Romanitza Ay, ay, ay                    | orchestra sa de la Athénée Palace |
| 1926 | AM 536           | ebonită, single 25 cm | Lady Hamilton (vals) Scrisoarea de amor | orchestra sa de la Athénée Palace |

### Odeon
| An   | Număr de catalog  | Format                | Piese                                         | Acompaniament             |
| ---- | ----------------- | --------------------- | --------------------------------------------- | ------------------------- |
| 1926 | AA 54312 AA 54513 | ebonită, single 25 cm | Capriciul unei balerine Oriental à la Tzigane | orchestra Grigoraș Dinicu |
| 1926 | AA 54522          | ebonită, single 25 cm | Reve (aubade valse)                           | orchestra Grigoraș Dinicu |
| 1926 | AA 54525 AA 54526 | ebonită, single 25 cm | Jalousie (tango) Coquette (vals)              | orchestra Grigoraș Dinicu |
| 1926 | AA 65148 AA 65150 | ebonită, single 25 cm | Hora de la Sibiu Sârba lui Dinicu             | orchestra Grigoraș Dinicu |
| 1926 | 301.989 301.990   | ebonită, single 25 cm | Sârba lui Moțoi Căzăceasca                    | orchestra Grigoraș Dinicu |
| 1926 | 318.102 318.103   | ebonită, single 25 cm | Hora Spiccato Ceasornicul                     | orchestra Grigoraș Dinicu |
| 1926 | 318.104 318.105   | ebonită, single 25 cm | Ciocârlia Șeapte scări                        | orchestra Grigoraș Dinicu |
| 1926 | 318.111 318.112   | ebonită, single 25 cm | Doina Oltului Hora lui Dinicu                 | orchestra Grigoraș Dinicu |

### Pathé
| An   | Număr de catalog | Format                | Piese                                 | Acompaniament             |
| ---- | ---------------- | --------------------- | ------------------------------------- | ------------------------- |
| 1927 | N 71033          | ebonită, single 25 cm | Sârba fetițelor Doina munților        | orchestra Grigoraș Dinicu |
| 1927 | N 72013          | ebonită, single 25 cm | Romanitza (tango) Plaisir d’amour     | orchestra Grigoraș Dinicu |
| 1927 | X 72051          | ebonită, single 25 cm | Miroir d’amour Sârba lui Marin Nebunu | orchestra Grigoraș Dinicu |

## Discuri electrice (1926-1939)

### Columbia
| An      | Număr de catalog | Format                | Piese                                        | Acompaniament             |
| ------- | ---------------- | --------------------- | -------------------------------------------- | ------------------------- |
| 1926    | D 8411           | ebonită, single 25 cm | Sârba lui Ilie (Vlădescu) Hora lui Dobrică   | orchestra Grigoraș Dinicu |
| 1926    | D 8412           | ebonită, single 25 cm | Ciocârlia Doina Oltului                      | orchestra Grigoraș Dinicu |
| 1926    | D 8413           | ebonită, single 25 cm | Sârba pompierilor Hora lui Timoșca           | orchestra Grigoraș Dinicu |
| 1926    | D 8414           | ebonită, single 25 cm | Plaisir d'amour Romanțe țigănești            | pian                      |
| 1927    | D 8566           | ebonită, single 25 cm | Ceasornicul Hora calu                        | orchestra Grigoraș Dinicu |
| 1927    | D 8567           | ebonită, single 25 cm | Hora Spiccato Pour un seul mot d’amour       | orchestra Grigoraș Dinicu |
| 1927    | D 8568           | ebonită, single 25 cm | Menuette parfum d’automne Walzer in e dur    | orchestra Grigoraș Dinicu |
| 1927    | D 8569           | ebonită, single 25 cm | Valse-coquette Pour un seul mot d'amour      | orchestra Grigoraș Dinicu |
| 1927    | D 8570           | ebonită, single 25 cm | Berceuse de Jocelyn Nadir                    | orchestra Grigoraș Dinicu |
| 1927    | D 8571           | ebonită, single 25 cm | Valse de Brahms Polka du concert             | pian                      |
| 1927    | D 8572           | ebonită, single 25 cm | Elegie Serenada de Toselli                   | pian                      |
| 1928    | D 14143          | ebonită, single 25 cm | Souvenir Serenade                            | orchestra Grigoraș Dinicu |
| 1928    | D 14144          | ebonită, single 25 cm | Hora Staccato Hungarian Potpourri            | orchestra Grigoraș Dinicu |
| 1929    | D 30702          | ebonită, single 25 cm | Melodie, Opus 42, No. 3 Scherzo              | pian                      |
| 1929    | D 30860          | ebonită, single 25 cm | Grossmuetterchen Crepuscule tango            | orchestra Grigoraș Dinicu |
| 1929    | D 30956          | ebonită, single 25 cm | Avant de mourir Beguin                       | orchestra Grigoraș Dinicu |
| 1929    | D 31071          | ebonită, single 25 cm | Sârba lui Ilie                               | orchestra Grigoraș Dinicu |
| 1929    | D 31120          | ebonită, single 25 cm | Plângeri și suspine Ciorni husar             | orchestra Grigoraș Dinicu |
| 1929    | D 31121          | ebonită, single 25 cm | Valse destiny Săbărelul                      | orchestra Grigoraș Dinicu |
| 1929    | D 31122          | ebonită, single 25 cm | O seară la Dinicu                            | pian                      |
| 1929    | D 31152          | ebonită, single 25 cm | Hora lui Niță Colțatu Salcâmi albi           | orchestra Grigoraș Dinicu |
| 1929    | D 31152          | ebonită, single 25 cm | Cântecul tristeții Kirpitchiki               | orchestra Grigoraș Dinicu |
| 1930    | DV 76            | ebonită, single 25 cm | Ca pe luncă (Hora țăranului) Hora boierească | orchestra Grigoraș Dinicu |
| 1930    | DV 77            | ebonită, single 25 cm | Hora lui Teișanu Sârba și hora din Teiș      | orchestra Grigoraș Dinicu |
| 1931    | DV 496           | ebonită, single 25 cm | Hora mărțișorului                            | orchestra Grigoraș Dinicu |
| indisp. | DR 1012          | ebonită, single 25 cm | Jalea țiganului Căruța poștei                | orchestra Grigoraș Dinicu |
| indisp. | DR 1065          | ebonită, single 25 cm | Avant de mourir Hora Staccato                | orchestra Grigoraș Dinicu |
| indisp. | DR 1080          | ebonită, single 25 cm | Melodii populare românești                   | orchestra Grigoraș Dinicu |
| indisp. | DR 1081          | ebonită, single 25 cm | Ceasornicul Hora Calu                        | orchestra Grigoraș Dinicu |
| indisp. | DR 1117          | ebonită, single 25 cm | Hora mărțișorului                            | orchestra Grigoraș Dinicu |

### Odeon
| An   | Număr de catalog | Format                | Piese                                      | Acompaniament             |
| ---- | ---------------- | --------------------- | ------------------------------------------ | ------------------------- |
| 1926 | 178.503          | ebonită, single 25 cm | Comnenie Elegie                            | orchestra Grigoraș Dinicu |
| 1927 | A 190.021        | ebonită, single 25 cm | Pour un seul mot d'amour Valse             | orchestra Grigoraș Dinicu |
| 1927 | A 190.022        | ebonită, single 25 cm | Auăleu, leliță Floare Din spre ziuă (horă) | orchestra Grigoraș Dinicu |
| 1927 | A 190.027        | ebonită, single 25 cm | Sârba pompierilor Cu calul bălan           | orchestra Grigoraș Dinicu |
| 1927 | A 199.055        | ebonită, single 25 cm | Cine-n lume nu iubește Ursăreasca          | orchestra Grigoraș Dinicu |

### His Master's Voice
| An   | Număr de catalog | Format                | Piese                                                                                    | Acompaniament             |
| ---- | ---------------- | --------------------- | ---------------------------------------------------------------------------------------- | ------------------------- |
| 1939 | JB 292           | ebonită, single 25 cm | Orientale à la Tzigane Leana mea                                                         | orchestra Grigoraș Dinicu |
| 1939 | JB 293           | ebonită, single 25 cm | Pe deasupra casei mele și Sârba lui Jenică Cine-a pus cârciuma-n drum și Sârba fetițelor | orchestra Grigoraș Dinicu |
| 1939 | JB 294           | ebonită, single 25 cm | Foaie verde matostat Doina Oltului și Ciocârlia                                          | orchestra Grigoraș Dinicu |
| 1939 | JB 295           | ebonită, single 25 cm | Trece lelea pe colnic Hora staccato                                                      | orchestra Grigoraș Dinicu |
| 1939 | JB 296           | ebonită, single 25 cm | Sârba Expoziției de la Paris Hora lui Ion Dinicu și Sârba lui Tanți                      | orchestra Grigoraș Dinicu |
| 1939 | JB 297           | ebonită, single 25 cm | Hora din Budești De nuntă                                                                | orchestra Grigoraș Dinicu |
| 1939 | JB 298           | ebonită, single 25 cm | Aoleu, leliță Floare și Hora lui Gore Gheorghiță militar și Șapte săptămâni din post     | orchestra Grigoraș Dinicu |
| 1939 | JB 316           | ebonită, single 25 cm | Petite conversation Candide                                                              | orchestra Grigoraș Dinicu |
| 1939 | JB 317           | ebonită, single 25 cm | Lady Hamilton Improvisation à la Dinicu și Hora de la Chițorani                          | orchestra Grigoraș Dinicu |
| 1939 | JB 318           | ebonită, single 25 cm | Allegretto Serenada Op. 18 No. 1                                                         | pian: Grigore Dinicu      |
| 1939 | JB 319           | ebonită, single 25 cm | Bourée Dance roumaine                                                                    | pian: Grigore Dinicu      |

#### Victor
Selecții din înregistrările His Master's Voice de mai sus pentru export în S.U.A. Titlurile de pe etichetele acestor discuri prezintă numeroase erori și sunt transcrise întocmai.
| An   | Număr de catalog | Format                | Piese | Acompaniament             |
| ---- | ---------------- | --------------------- | --- | ------------------------- |
| 1939 | V-19024          | ebonită, single 25 cm | Sing Bird–Doina (Doina oltului–Ciorcaolia) Dinicu Melodies (Infrovisation a la dinicu)                                                                                | orchestra Grigoraș Dinicu |
| 1939 | V-19025          | ebonită, single 25 cm | She came over the hill (Frece lelea te colnic) 1. Tavern On The Hill (Cine-a pus Carciuma'n Drum); 2. Sirba, Girl's Dance (Sarra Fetitlor)                            | orchestra Grigoraș Dinicu |
| 1939 | V-19026          | ebonită, single 25 cm | 1. The Soldier (Gheorghita Militar); 2. Lenten Season (Seapte Saptamani in Post) 1. Lelita, Pretty As A Flower (Aoleu Lelita Floare); 2. Gore's Hora (Hora, Lui Hore) | orchestra Grigoraș Dinicu |
| 1939 | V-19027          | ebonită, single 25 cm | Hora Lui Ion Dinicu Hora Din Budesti | orchestra Grigoraș Dinicu |
| 1939 | V-19028          | ebonită, single 25 cm | Sarba Expositiei Foaie Verde Matostat | orchestra Grigoraș Dinicu |

## Discuri Electrecord
Discurile postume de mai jos, editate de Electrecord, conțin înregistrări electrice efectuate în perioada 1926-1939, la casele de discuri amintite mai sus.
| An   | Număr de catalog                    | Format                 | Piese | Acompaniament                       |
| ---- | ----------------------------------- | ---------------------- | --- | ----------------------------------- |
| 1953 | EPA 1853                            | ebonită, single, 25 cm | Melodii populare românești (2 fețe) |                                     |
| 1965 | EPD 1063 Recital Grigoraș Dinicu    | vinil, LP, 25 cm       | 1. Hora staccato 2. Ceasornicul 3. Hora mărțișorului 4. Sârba și hora din Teiș 5. Hora lui Ion Dinicu și Sârba lui Tanți 6. Sârba pompierilor 7. Ca pe luncă 8. Hora lui Teișanu 9. Jalea țiganului 10. Doina Oltului și Ciocârlia | Grigoraș Dinicu acompaniat de taraf |
| 1978 | EPE 01491 Vioară                    | vinil, LP, 30 cm       | 1. Doina Oltului 2. Ciocârlia 3. Ca pe luncă 4. Hora lui Teișanu 5. Sârba din Teiș 6. Hora lui Dobrică 7. Sârba lui Ilie 8. Hora mărțișorului 9. Sârba lui Pompieru 10. Hora lui Timoșca 11. Vine lelea pe colnic 12. Ceasornicul 13. Hora boierească 14. Romanțe țigănești 15. Plaisir d'amour 16. Hora staccato | orchestra Grigoraș Dinicu           |
| 2007 | EDC 745 Înregistrări recondiționate | compact disc           | 1. Hora staccato 2. Hora lui Teișanu 3. Sârba și Hora din Teiș 4. Hora mărțișorului 5. Sârba lui Pompieru 6. Hora lui Timoșca 7. Sârba lui Ilie 8. Ciocârlia 9. Ca pe luncă 10. Ceasornicul 11. Doina Oltului 12. Vine lelea pe colnic 13. Jalea țiganului 14. Hora lui Ion Dinicu și Sârba lui Tanți 15. Hora lui Dobrică 16. Plaisir d'amour (Fr. Kreisler) 17. Hora boierească 18. Romanțe țigănești 19. Astă iarnă era iarnă și Șapte săptămâni din post 20. Căruța poștei 21. Aoleu, leliță Floare și Hora lui Gore 22. Souvenir (Fr. Drdla) 23. Sârba Expoziției de la Paris și Horă 24. Serenada nr.1 (Fr. Drdla) 25. Am ibovnic la Mizil 26. Cine-a pus cârciuma-n drum și Sârba fetițelor | orchestra Grigoraș Dinicu           |